# 115-й гвардейский истребительный авиационный полк
115-й гвардейский истребительный Краснознаменный авиационный Оршанский орденов Кутузова и Александра Невского полк (115-й гв. иап) — воинская часть Военно-Воздушных сил (ВВС) Вооружённых Сил РККА, принимавшая участие в боевых действиях Великой Отечественной войны.

## Наименования полка
- 146-й истребительный авиационный полк;
- 115-й гвардейский истребительный авиационный полк;
- 115-й гвардейский истребительный авиационный Оршанский полк;
- 115-й гвардейский истребительный авиационный Оршанский ордена Александра Невского полк;
- 115-й гвардейский истребительный авиационный Оршанский орденов Кутузова и Александра Невского полк;
- 61-й гвардейский истребительный авиационный Оршанский орденов Кутузова и Александра Невского полк ВВС Узбекистана;
- Полевая почта 29693.

| Як-9 | Як-7 |

## Создание полка
115-й гвардейский истребительный авиационный полк образован 3 сентября 1943 года путём преобразования из 146-го истребительного авиационного полка в гвардейский за образцовое выполнение боевых задач и проявленные при этом мужество и героизм на основании Приказа НКО СССР.

## Переформирование полка
115-й гвардейский истребительный авиационный Оршанский орденов Кутузова и Александра Невского полк в мае 1992 года в связи с распадом СССР передан в состав ВВС Узбекистана. Получил наименование 61-й гвардейский истребительный авиационный Оршанский орденов Кутузова и Александра Невского полк ВВС Узбекистана.

## В действующей армии
В составе действующей армии:
- с 16 октября 1943 года по 6 марта 1944 года, всего 142 дня
- с 20 июня 1944 года по 10 сентября 1944 года, всего 82 дней
- с 14 ноября 1944 года по 11 мая 1945 года, всего 178 дней

Итого — 402 дня

## Командиры полка
- майор, подполковник Орлов Константин Дмитриевич[3], 06.1941 — 14.10.1942
- полковник Шестаков Семён Александрович (погиб)[3],14.10.1942 — 01.08.1943
- майор Дранко Петр Александрович[3],09.08.1943 — 06.07.1944
- майор, подполковник Косс Александр Филиппович[3], 06.07.1944 — 15.11.1945
- полковник Корольков, Борис Фёдорович (1973 — 1975)

## В составе соединений и объединений
| Период        | Фронт (округ)               | армия                | корпус                                             | дивизия                                             | примечание                        |
| ------------- | --------------------------- | -------------------- | -------------------------------------------------- | --------------------------------------------------- | --------------------------------- |
| 21.08.1943 г. | Резерв Ставки ВГК           |                      | 2-й истребительный авиационный корпус              | 7-я гвардейская истребительная авиационная дивизия  | перевооружён на Як-9              |
| 16.10.1943 г. | Калининский фронт           | 3-я воздушная армия  | 2-й истребительный авиационный корпус              | 7-я гвардейская истребительная авиационная дивизия  | Як-9                              |
| 20.10.1943 г. | Прибалтийский фронт         | 3-я воздушная армия  | 2-й истребительный авиационный корпус              | 7-я гвардейская истребительная авиационная дивизия  | Як-9                              |
| 07.03.1944 г. | Резерв Ставки ВГК           |                      | 2-й истребительный авиационный корпус              | 7-я гвардейская истребительная авиационная дивизия  | Як-9                              |
| 20.06.1944 г. | 3-й Белорусский фронт       | 1-я воздушная армия  | 2-й истребительный авиационный корпус              | 7-я гвардейская истребительная авиационная дивизия  | Як-9                              |
| 11.09.1944 г. | Резерв Ставки ВГК           |                      | 2-й истребительный авиационный корпус              | 7-я гвардейская истребительная авиационная дивизия  | Як-9, получил Як-3                |
| 14.11.1944 г. | 1-й Украинский фронт        | 2-я воздушная армия  | 2-й истребительный авиационный корпус              | 7-я гвардейская истребительная авиационная дивизия  | Як-9, Як-3                        |
| 11.05.1945 г. | 1-й Украинский фронт        | 2-я воздушная армия  | 2-й истребительный авиационный корпус              | 7-я гвардейская истребительная авиационная дивизия  | Як-9, Як-3                        |
| 11.01.1946 г. | Южная группа войск          | 17-я воздушная армия | 3-й гвардейский истребительный авиационный корпус  | 13-я гвардейская истребительная авиационная дивизия | Як-9, Як-3                        |
| 01.10.1947 г. | Закавказский военный округ  | 7-я воздушная армия  | 3-й гвардейский истребительный авиационный корпус  | 13-я гвардейская истребительная авиационная дивизия | Як-9, Як-3                        |
| 10.01.1949 г. | Закавказский военный округ  | 34-я воздушная армия | 72-й гвардейский истребительный авиационный корпус | 13-я гвардейская истребительная авиационная дивизия | Як-3                              |
| 26.11.1949 г. | Закавказский военный округ  | 34-я воздушная армия |                                                    | 13-я гвардейская истребительная авиационная дивизия | Р-63 Кингкобра                    |
| 01.06.1960 г. | Туркестанский военный округ | 73-я воздушная армия |                                                    | 13-я гвардейская истребительная авиационная дивизия | МиГ-15                            |
| 01.06.1969 г. | Туркестанский военный округ | 49-я воздушная армия |                                                    |                                                     | МиГ-21                            |
| 01.06.1989 г. | Туркестанский военный округ | 73-я воздушная армия |                                                    |                                                     | МиГ-29                            |
| 01.05.1992 г. | Туркестанский военный округ | 73-я воздушная армия |                                                    |                                                     | МиГ-29, передан в ВВС Узбекистана |

## Участие в сражениях и битвах
- Витебско-Оршанская операция — с 22 июня 1944 года по 28 июня 1944 года
- Белорусская наступательная операция — с 23 июня 1944 года по 29 августа 1944 года
- Сандомирско-Силезская операция — с 12 января 1945 года по 3 февраля 1945 года
- Нижне-Силезская наступательная операция — с 8 февраля 1945 года по 24 февраля 1945 года
- Берлинская наступательная операция — с 16 апреля 1945 года по 8 мая 1945 года
- Пражская операция — с 5 мая 1945 года по 12 мая 1945 года

## Интересный факт
- Во время битвы за Берлин советские войска вели штурм Рейхстага. 30 апреля 1945 года на Рейхстаге было водружено Знамя Победы[4], а 1 мая 115-м гвардейским истребительным авиационным полком под командованием Александра Косса сброшено Красное знамя с надписью «Победа». На стенах Рейхстага советские солдаты оставили множество надписей, часть из которых (в том числе в зале заседаний) сохранилась и оставлена при реставрациях здания[5]
- Два лётчика полка, Степан Тихонов и Григорий Федосеев, воюя в составе 34-го истребительного авиационного полка 6-го истребительного корпуса ПВО, «за уклонение от воздушного боя» в сентябре 1942 года были осуждены судом военного трибунала и приговорены к 10 годам лишения свободы. Поводом послужили сомнительные материалы проверки особого отдела НКВД. Согласно приказу НКО СССР от 9 сентября 1942 года лётчики отбыли срок в штрафной эскадрилье. После отбытия срока прибыли в 146-й истребительный авиационный полк. За короткий срок эти два лётчика сбили 20 самолётов противника, внеся существенный вклад в становлении полка как 115-го гвардейского. Гвардии майор Тихонов закончил войну в должности заместителя командира этого полка, имея 320 боевых вылетов, 53 воздушных боя и сбитых самолётов: 6 лично и 2 в группе. Гвардии капитан Федосеев закончил войну в должности командира эскадрильи, имея на боевом счету около 300 боевых вылетов, сбитых самолётов: 11 лично и 6 в группе[6][7].

## Почётные наименования
- 115-му гвардейскому истребительному авиационному полку 6 июля 1944 года За отличие в боях за овладение городом и оперативно-важным железнодорожным узлом Орша приказом[8] ВГК присвоено почётное наименование «Оршанский».

## Награды
- 115-й гвардейский Оршанский истребительный авиационный полк 5 апреля 1945 года за образцовое выполнение боевых заданий командования в боях с немецкими захватчиками при форсировании реки Одер северо-западнее города Бреслау (Бреславль) и проявленные при этом доблесть и мужество Указом Президиума Верховного Совета СССР[9] награждён орденом Александра Невского.
- 115-й гвардейский Оршанский ордена Александра Невского истребительный авиационный полк 28 мая 1945 года за образцовое выполнение боевых заданий командования в боях при прорыве обороны немцев на реке Нейссе и овладении городами Котбус, Люббен, Цоссен, Беелитц, Лукенвальде, Тройенбритцен, Цана, Мариенсфельде, Треббин, Рантсдорф, Дидерсдорф, Кельтов и проявленные при этом доблесть и мужество Указом Президиума Верховного Совета СССР[10] награждён орденом Суворова III степени.

## Отличившиеся воины полка
- Филатов Григорий Иванович, старший лейтенант, помощник по командира 146-го истребительного авиационного полка воздушно-стрелковой службе Указом Президиума Верховного Совета СССР 2 сентября 1943 года удостоен звания Герой Советского Союза. Золотая Звезда № 3518.
- Хлуд Борис Алексеевич, капитан, командир эскадрильи 146-го истребительного авиационного полка Указом Президиума Верховного Совета СССР 2 сентября 1943 года удостоен звания Герой Советского Союза. Золотая Звезда № 1111.
- Новосёлов Кузьма Васильевич, старший лейтенант, заместитель командира эскадрильи 115-го гвардейского истребительного авиационного полка Указом Президиума Верховного Совета СССР 27 июня 1945 года удостоен звания Герой Советского Союза. Золотая Звезда № 6519.
- Дранко Пётр Александрович, командир полка, удостоен звания Советского Союза будучи командиром эскадрильи 89-го гвардейского истребительного авиационного полка 7-й гвардейской истребительной авиационной дивизии 2-го истребительного авиационного корпуса 1-й воздушной армии Западного фронта. Золотая Звезда № 1104.
- Сизов Василий Филиппович, командир эскадрильи 146-го истребительного авиационного полка 3-й авиагруппы 8-й воздушной армии Юго-Западного фронта удостоен звания Герой Советского Союза. Посмертно.
- Лаухин Александр Кириллович, командир эскадрильи 115-го гвардейского полка, удостоен звания Советского Союза будучи командиром эскадрильи 1-го гвардейского истребительного авиационного полка 7-й гвардейской истребительной авиационной дивизии. Золотая Звезда № 1110.

## Статистика боевых действий
Всего за годы Великой Отечественной войны полком:
| Выполнено боевых вылетов | Сбито самолётов в воздухе | Уничтожено самолётов всего |
| ------------------------ | ------------------------- | -------------------------- |
| 8895                     | 391                       | 445                        |

Свои потери:
| Потеряно самолётов, всего | Погибло лётчиков всего | Погибло лётчиков в воздушных боях | Не вернулись с боевого задания | Погибло при налётах и прочие небоевые потери | Погибло в авиакатастрофах и умерло от ран |
| ------------------------- | ---------------------- | --------------------------------- | ------------------------------ | -------------------------------------------- | ----------------------------------------- |
| 132                       | 91                     | 36                                | 38                             | 6                                            | 11                                        |

## Базирование полка
- Риза, Германия, 4.45 — 5.45
- Прага, Чехословакия, 5.45 — 8.45
- Веспрем-Ютас, Венгрия, 8.45 — 12.45
- Стара-Загора, Болгария, 12.45 — 10.47
- Секешфехервар, Венгрия, 6.46 — 4.47
- Какайды, Сурхандарьинская область, 10.47 — 5.92

## Самолёты на вооружении
| Период      | Самолёты       |
| ----------- | -------------- |
| 1939 — 1941 | И-16           |
| 1940 — 1941 | МиГ-1          |
| 1941 — 1942 | МиГ-3          |
| 1942 — 1943 | Як-1           |
| 1942 — 1943 | Як-7           |
| 1943 — 1945 | Як-9           |
| 1944 — 1945 | Як-3           |
| 1945 — 1949 | Як-9Д          |
| 1949 — 1952 | Р-63 Кингкобра |
| 1952 — 1957 | МиГ-15         |
| 1957 — 1967 | МиГ-17         |
| 1967 — 1989 | МиГ-21         |
| 1989 — 1992 | МиГ-29         |